# Karpiowate
Karpiowate (Cyprinidae) – rodzina ryb karpiokształtnych, najliczniejsza w gatunki rodzina kręgowców. Jej przedstawiciele to głównie ryby słodkowodne, często akwariowe. Wiele gatunków ma duże znaczenie gospodarcze. Do karpiowatych zaliczane są m.in. karpie, karasie, amury, płocie i brzanki. Ozdobną formą hodowlaną zyskującą coraz większą popularność jest karp koi.

## Występowanie
Ameryka Północna, Afryka, Europa i Azja.

## Cechy charakterystyczne
Ciało większości gatunków jest pokryte łuskami, rzadko nagie. Pęcherz pławny duży, dwukomorowy. Brak wyodrębnionego żołądka. Karpiowate nie mają właściwych zębów, występują u nich nieliczne, dobrze rozwinięte zęby gardłowe oraz płytki rogowe (tzw. żarna) służące do rozcierania pokarmu. Wszystkie gatunki są jajorodne. Samce – zwykle mniejsze od samic – wcześniej osiągają dojrzałość płciową.
Osiągają długość od ok. 1 cm (Paedocypris micromegethes) do ponad 2,5 m (Catlocarpio siamensis). Wśród karpiowatych występują gatunki drapieżne, roślinożerne i wszystkożerne. Bytują w wodach słodkich, tylko nieliczne w wodach słonawych. Ugaj (Tribolodon brandtii) może przebywać w wodzie słonej.

## Klasyfikacja
Rodzaje zaliczane do tej rodziny:
Aaptosyax — Abbottina — Abramis — Acanthobrama — Acanthogobio — Acapoeta — Acheilognathus — Achondrostoma — Acrocheilus — Acrossocheilus — Agosia — Akrokolioplax — Albulichthys — Alburnoides — Alburnus — Algansea — Amblypharyngodon — Amblyrhynchichthys — Anabarilius — Anaecypris — Ancherythroculter — Aphyocypris — Araiocypris — Aspidoparia — Aspiolucius — Aspiorhynchus — Atrilinea — Aulopyge — Aztecula — Balantiocheilos — Ballerus — Bangana — Barbichthys — Barbodes — Barboides — Barbonymus — Barbopsis — Barbus — Barilius — Belligobio — Bengala — Betadevario  — Biwia — Blicca — Boraras — Brevibora — Cabdio  — Caecobarbus — Caecocypris — Campostoma — Candidia — Capoeta — Capoetobrama — Carasobarbus  — Carassioides — Carassius — Catla  — Catlocarpio — Chagunius — Chanodichthys — Chela — Chelaethiops — Chondrostoma — Chrosomus — Chuanchia — Cirrhinus — Clinostomus — Clypeobarbus  — Codoma — Cophecheilus —  Coptostomabarbus — Coreius — Coreoleuciscus — Cosmochilus — Couesius — Crossocheilus — Ctenopharyngodon — Culter — Cultrichthys — Cyclocheilichthys — Cyprinella — Cyprinion — Cyprinus — Danio — Danionella — Dawkinsia — Delminichthys — Devario — Dionda — Diplocheilichthys  — Diptychus — Discherodontus — Discocheilus  — Discogobio — Discolabeo — Distoechodon — Eirmotus — Elopichthys — Engraulicypris — Epalzeorhynchos — Eremichthys — Ericymba  — Erimystax — Esomus — Evarra — Exoglossum — Fangfangia — Garra — Gila — Gnathopogon — Gobio — Gobiobotia — Gobiocypris — Gymnocypris — Gymnodanio — Gymnodiptychus — Hainania — Haludaria — Hampala — Hemibarbus — Hemiculter — Hemiculterella — Hemigrammocapoeta — Hemigrammocypris — Hemitremia — Henicorhynchus — Herzensteinia — Hesperoleucus — Hongshuia  — Horadandia — Horalabiosa — Huigobio — Hybognathus — Hybopsis  — Hypophthalmichthys — Hypselobarbus — Hypsibarbus — Iberochondrostoma — Incisilabeo  — Iotichthys — Iranocypris — Ischikauia — Kalimantania — Kottelatia — Labeo — Labeobarbus  — Labiobarbus  — Ladigesocypris — Ladislavia — Laocypris — Laubuca  — Lavinia — Lepidomeda — Lepidopygopsis — Leptobarbus — Leptocypris — Leucalburnus — Leucaspius — Leuciscus — Linichthys — Lobocheilos — Longanalus  — Longiculter — Luciobarbus — Luciobrama — Luciocyprinus — Luciosoma — Luxilus — Lythrurus — Macrhybopsis — Macrochirichthys — Malayochela  — Margariscus — Meda — Megalobrama — Mekongina — Mesobola — Mesogobio — Mesopotamichthys  — Metzia  — Microdevario  — Microphysogobio — Microrasbora — Mirogrex — Moapa — Mylocheilus — Mylopharodon — Mylopharyngodon — Mystacoleucus — Naziritor — Nematabramis — Neobarynotus  — Neobola — Neolissochilus — Nipponocypris — Nocomis — Notemigonus  — Notropis — Ochetobius — Onychostoma — Opsaridium — Opsariichthys — Opsarius — Opsopoeodus — Oregonichthys — Oreichthys — Oreoleuciscus — Orthodon — Osteobrama — Osteochilichthys — Osteochilus — Oxygaster — Oxygymnocypris — Pachychilon — Paedocypris — Parabramis — Paracanthobrama — Parachela  — Parachondrostoma — Paracrossochilus — Paralaubuca — Paraleucogobio — Parapsilorhynchus — Pararhinichthys — Parasinilabeo — Paraspinibarbus — Parasqualidus  — Parazacco — Pectenocypris — Pelasgus  — Pelecus — Percocypris — Pethia — Petroleuciscus — Phenacobius — Phoxinellus — Phoxinus — Phreatichthys — Pimephales — Placocheilus  — Placogobio — Plagiognathops — Plagopterus — Platygobio — Platypharodon — Platysmacheilus — Pogobrama — Pogonichthys — Poropuntius — Probarbus — Procypris — Prolabeo — Prolabeops — Protochondrostoma — Protolabeo  — Pseudaspius — Pseudobarbus  — Pseudobrama  — Pseudochondrostoma — Pseudocrossocheilus  — Pseudogobio — Pseudogyrinocheilus  — Pseudohemiculter — Pseudolaubuca — Pseudophoxinus — Pseudopungtungia — Pseudorasbora — Pteronotropis  — Ptychidio — Ptychobarbus — Ptychocheilus — Puntigrus — Pungtungia — Puntioplites — Puntius — Qianlabeo  — Raiamas — Rasbora — Rasborichthys — Rasboroides  — Rasbosoma — Rastrineobola — Rectoris — Relictus — Rhinichthys  — Rhinogobio — Rhodeus — Rhynchocypris — Richardsonius — Rohtee  — Rohteichthys — Romanogobio — Rostrogobio — Rutilus — Salmophasia — Salmostoma  — Sanagia — Sarcocheilichthys — Saurogobio — Sawbwa — Scaphiodonichthys — Scaphognathops — Scardinius — Schismatorhynchos — Schizocypris — Schizopyge  — Schizopygopsis — Schizothorax — Securicula — Semilabeo — Semiplotus — Semotilus — Sikukia — Sinibrama — Sinilabeo — Sinocrossocheilus  — Sinocyclocheilus — Siphateles  — Spinibarbus — Squalidus — Squaliobarbus — Squalius  — Stypodon — Sundadanio  — Systomus — Tampichthys  — Tanakia — Tanichthys — Telestes  — Thryssocypris — Thynnichthys — Tinca — Tor — Toxabramis — Tribolodon — Trigonopoma  — Trigonostigma — Troglocyclocheilus — Tropidophoxinellus — Typhlobarbus — Typhlogarra — Varicorhinus — Vimba — Xenobarbus — Xenocyprioides — Xenocypris — Xenophysogobio — Yuriria — Zacco

## Galeria

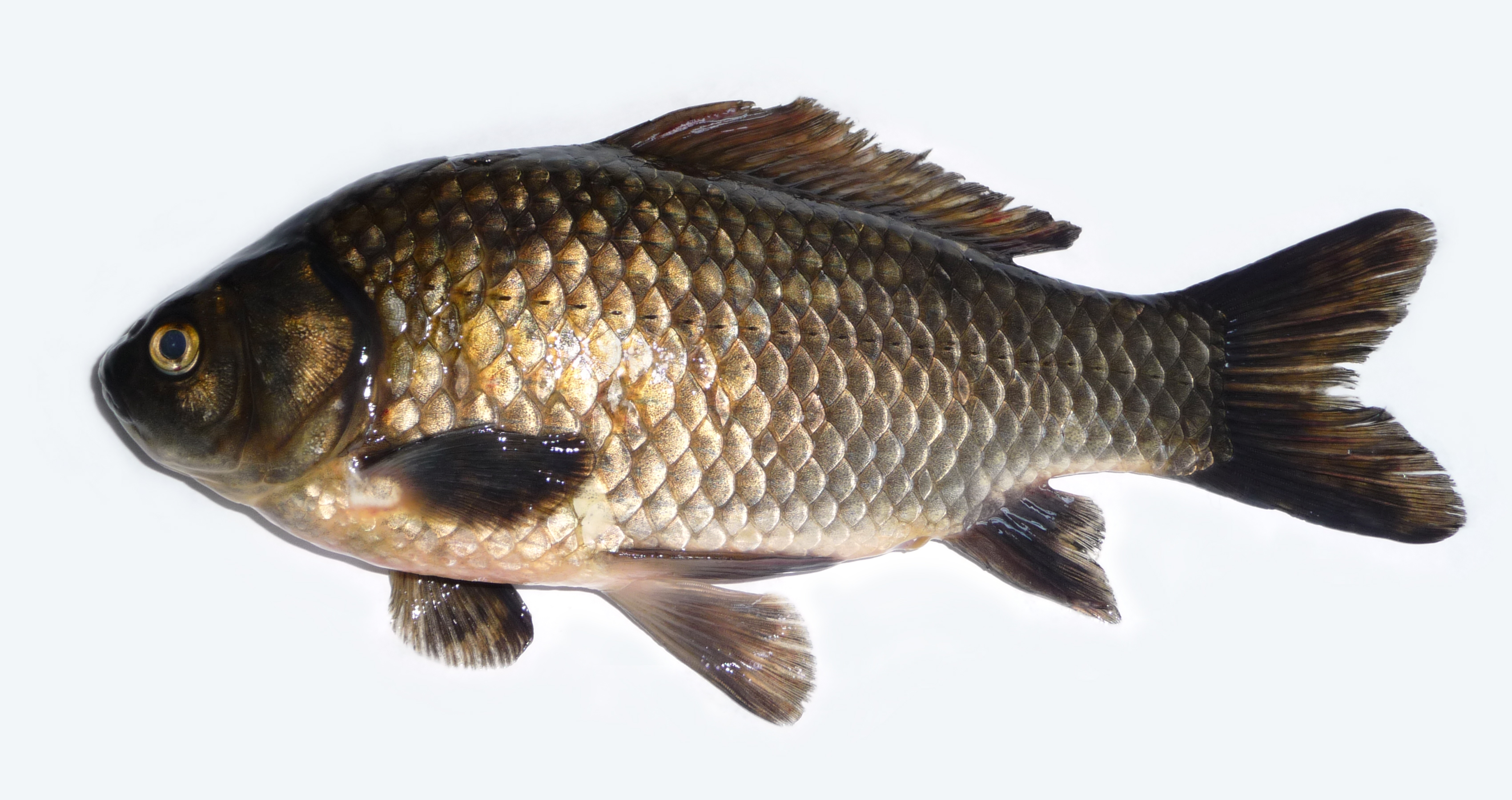
Karaś srebrzysty (Carassius gibelio)
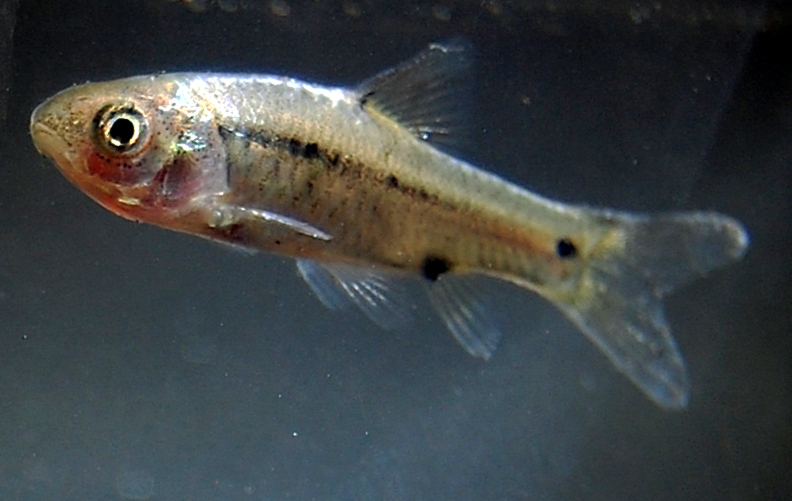
Puntius binotatus
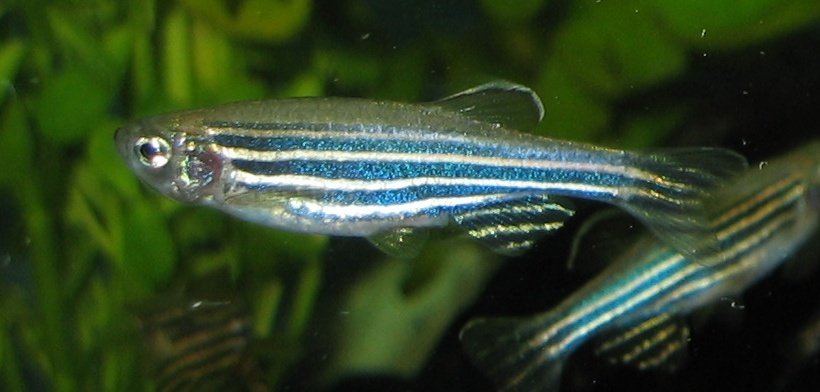
Danio pręgowany (Danio rerio)
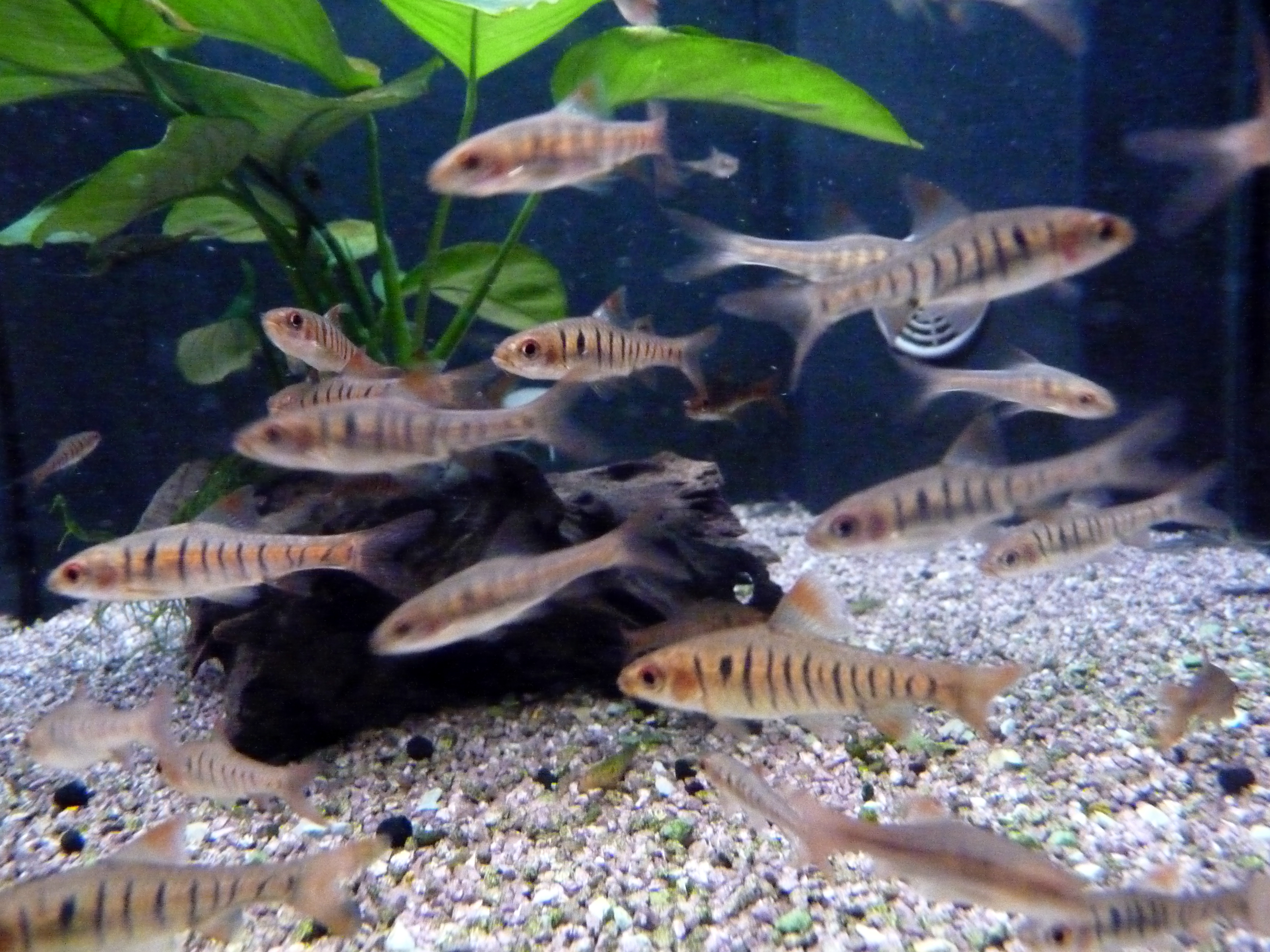
Brzana tygrysia (Barbus fasciolatus)
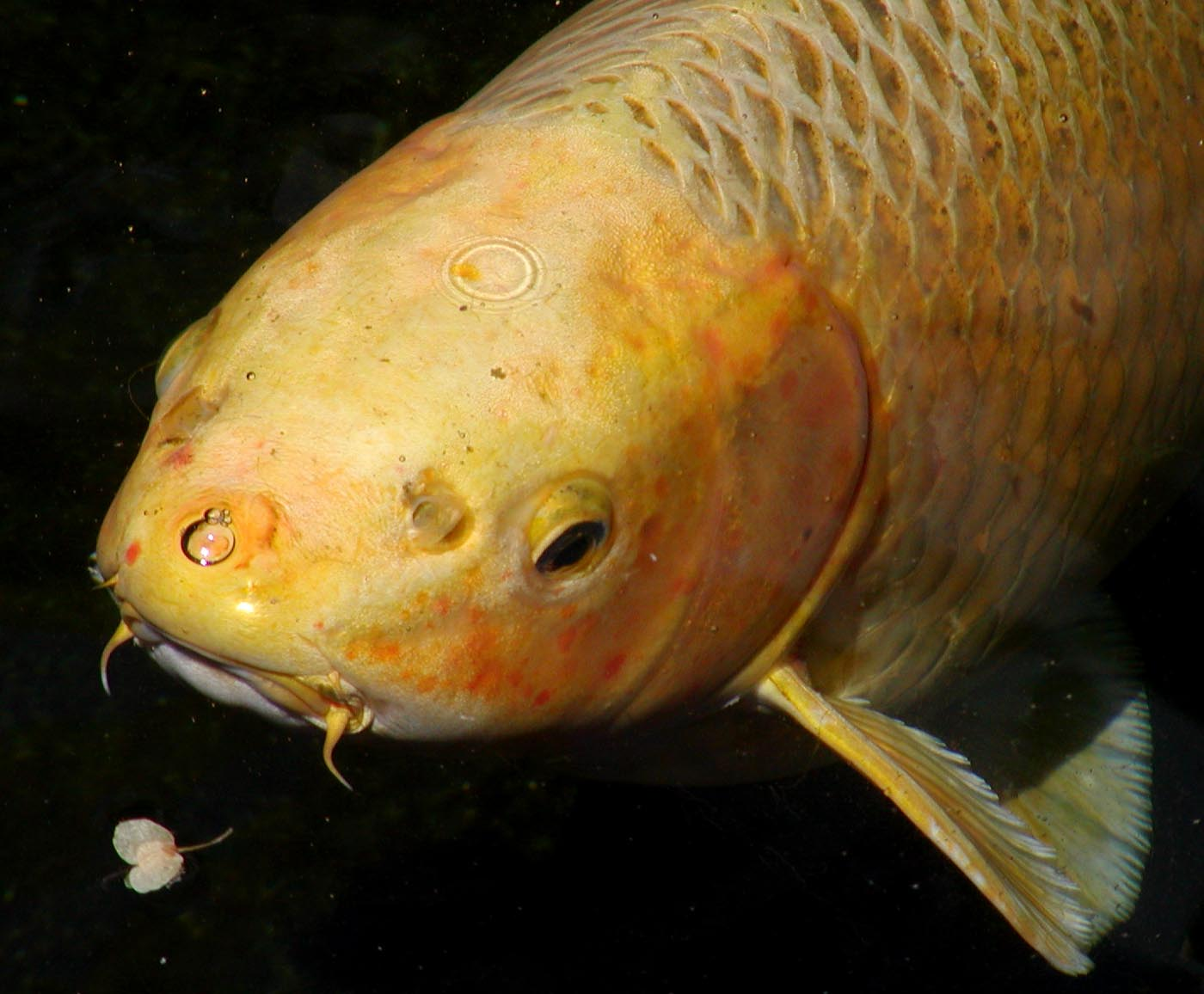
Karp koi – hodowlana forma karpia
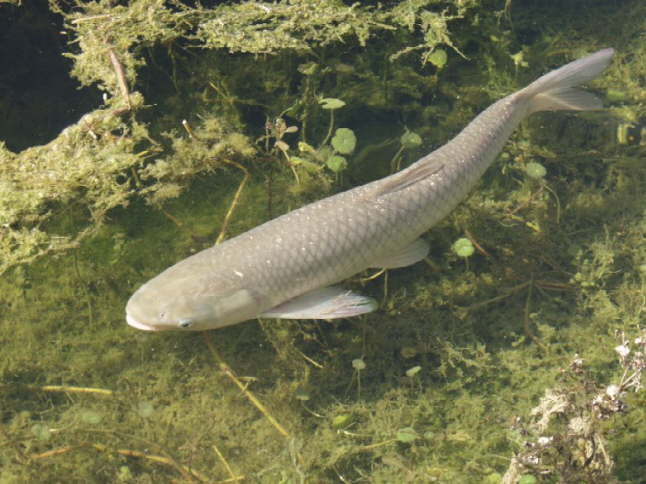
Amur biały
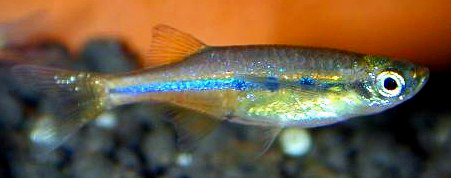
Śmiglaczek birmański